# Richard Hauser (Sozialwissenschaftler)
Richard Hauser (* 1. April 1911 in Wien; † 6. November 1990 in London) war ein österreichisch-britischer Sozialwissenschaftler, der vor allem durch seine praktische Arbeit Einfluss auf die moderne Sozialarbeit hatte. Weltweit hat Hauser an der Gründung von Zentren für Gruppenstudien und Gemeinwesenarbeit mitgewirkt, in Deutschland unter anderem in Osnabrück, Essen und Köln.

## Leben
Richard Hauser war das zweite Kind von Simon und Sara Hauser. Der Vater starb 1934, die Mutter wurde 1941 ins Ghetto Litzmannstadt deportiert, wo sich ihre Spur verliert. Richard Hauser studierte in Wien Soziologie und Psychologie, ohne einen universitären Abschluss zu machen. Vermutlich nach der Hochzeit mit Ruth Kantor verließ er die Universität. Aus dieser Ehe ging als einzige Tochter die Soziologin Eva Cox hervor.
Wegen der Verfolgung der jüdischen Bevölkerung musste Hauser aus Wien 1938 emigrieren. Er ging zunächst nach Palästina, wo er in der britischen Armee diente. Nach Kriegsende ging Hauser mit seiner Familie nach Australien. Die Erfahrungen des Holocaust motivierten ihn, sich in Menschenrechtsfragen und Gemeinwesenarbeit zu engagieren. Durch diese Arbeit lernte er Hephzibah Menuhin kennen, eine amerikanische Pianistin und Menschenrechtsaktivistin. Sie war eine Schwester von Yehudi Menuhin und zu diesem Zeitpunkt mit einem australischen Farmer verheiratet. Beide ließen sich von ihren damaligen Ehepartnern scheiden und heirateten einander 1955. Sie bekamen eine gemeinsame Tochter, Clara Menuhin-Hauser.
1957 siedelte das Ehepaar nach London über, wo sie gemeinsam verschiedene Gemeinwesenprojekte initiierten und ihre Erfahrungen in einer Reihe von Veröffentlichungen festhielten. Bekannt geworden ist darunter vor allem Die kommende Gesellschaft. Ein zentrales methodisches Element ihrer Arbeit war die sogenannte aktivierende Befragung. Hauptanliegen der Arbeit von Richard und Hephzibah Hauser war, Bürger zu mehr Eigenverantwortung anzuleiten. Anders als in der empirisch-soziologischen Forschung ist das Instrumentarium der Aktivierenden Befragung kein Mittel zur neutralen Erfassung, sondern soll die Befragten in einem Stadtteil dazu motivieren, sich für ihre eigenen Belange einzusetzen.

## Schriften
- Richard Hauser, Hephzibah Hauser: Die kommende Gesellschaft. Handbuch für die soziale Gruppenarbeit und Gemeinwesenarbeit. Übersetzung von Elisabeth Siegel. Pfeiffer, München 1971, ISBN 3-7904-0049-1.